# Roch Hachana
Cet article traite de la fête de Roch Hachana. Pour le traité talmudique s’y rapportant, voir Roch Hachana (traité).
Roch Hachana (hébreu : ראש השנה, prononcé /ʁɔʃ a.ʃa.na/ ; nom complet : ראש השנה לשנים, roch hachana lachanim, « commencement des années civiles ») est une fête juive célébrant la nouvelle année civile du calendrier hébraïque.
Appelé dans la Bible Zikhron terouʿa (Lévitique 23:24, « souvenir de la sonnerie ») ou Yom terouʿa (Nombres 29:1, « jour de la sonnerie »), laquelle s'effectue au moyen d'un chofar taillé dans la corne d'un bélier, le jour devient dans la tradition rabbinique celui du jugement de l'humanité, et inaugure une période de dix jours de pénitence dans l'attente du grand pardon accordé aux repentants (Yom Kippour). La sonnerie du chofar sur différents rythmes invite dès lors l'assemblée à la techouva (« repentir »), ancêtre hébraïque de l'examen de conscience des chrétiens.
Une coutume plus tardive s'est développée sous l'influence du Talmud de Babylone consistant à tenir un repas rituel, le seder leil Rosh Hashana (he) (séder de Roch Hachana (en)) au cours duquel les Simana milta, des mets « signes des temps » dont une pomme trempée dans le miel et une grenade, sont consommés dans un but propitiatoire.
Elle est fêtée, en terre d'Israël comme en diaspora, les deux premiers jours du mois de tishri qui tombe, selon les années, en septembre ou en octobre dans le calendrier grégorien.

## Roch Hachana dans les sources juives

### Dans la Bible hébraïque
La Bible fait commencer l'année au mois de l'aviv, c'est-à-dire en nissan. Roch Hachana n'est donc pas évoquée en tant que telle dans le Pentateuque et il n'est pas établi que la seule occurrence biblique du terme Roch Hachana (Ézéchiel 40:1) fasse référence au 1er tishri.
Cependant, la date à laquelle le nouvel an juif est actuellement célébré, le « premier jour du septième mois » (tishri est une appellation post-exilique), apparaît à plusieurs reprises dans le récit biblique et présente à chaque fois une importance particulière (bien qu'aucun passage ne comporte explicitement l'idée d'un début de l'année).
Elle est, dans le Pentateuque, donnée aux enfants d'Israël dans le désert comme une convocation sainte, « jour de chômage en souvenir de la sonnerie » (shabbaton zikhron terouʿa) ou « jour de la sonnerie » (yom terouʿa). Il est prescrit de s'abstenir en ce jour de toute « œuvre servile » et de faire une offrande par le feu à YHWH ; en outre, un holocauste avec ses oblations et un bouc doivent être offerts en offrande expiatoire, en sus des holocaustes de la néoménie et de l'offrande perpétuelle.
C'est aussi, selon la Septante (mais non le texte massorétique), la date que donne Ézéchiel pour l'offrande d'un sacrifice expiatoire « pour la maison ». C'est enfin la date choisie par Ezra le scribe après le retour à Sion pour faire la lecture publique de la Loi. En l'entendant, le public prend peur et se met à pleurer mais il le rassure et lui enjoint de manger des plats riches, de boire des douceurs et d'en envoyer des parts à ceux qui n'ont rien pu préparer « car ce jour est consacré à notre Seigneur » et que « la joie en YHWH est votre force ».

### Dans la littérature rabbinique

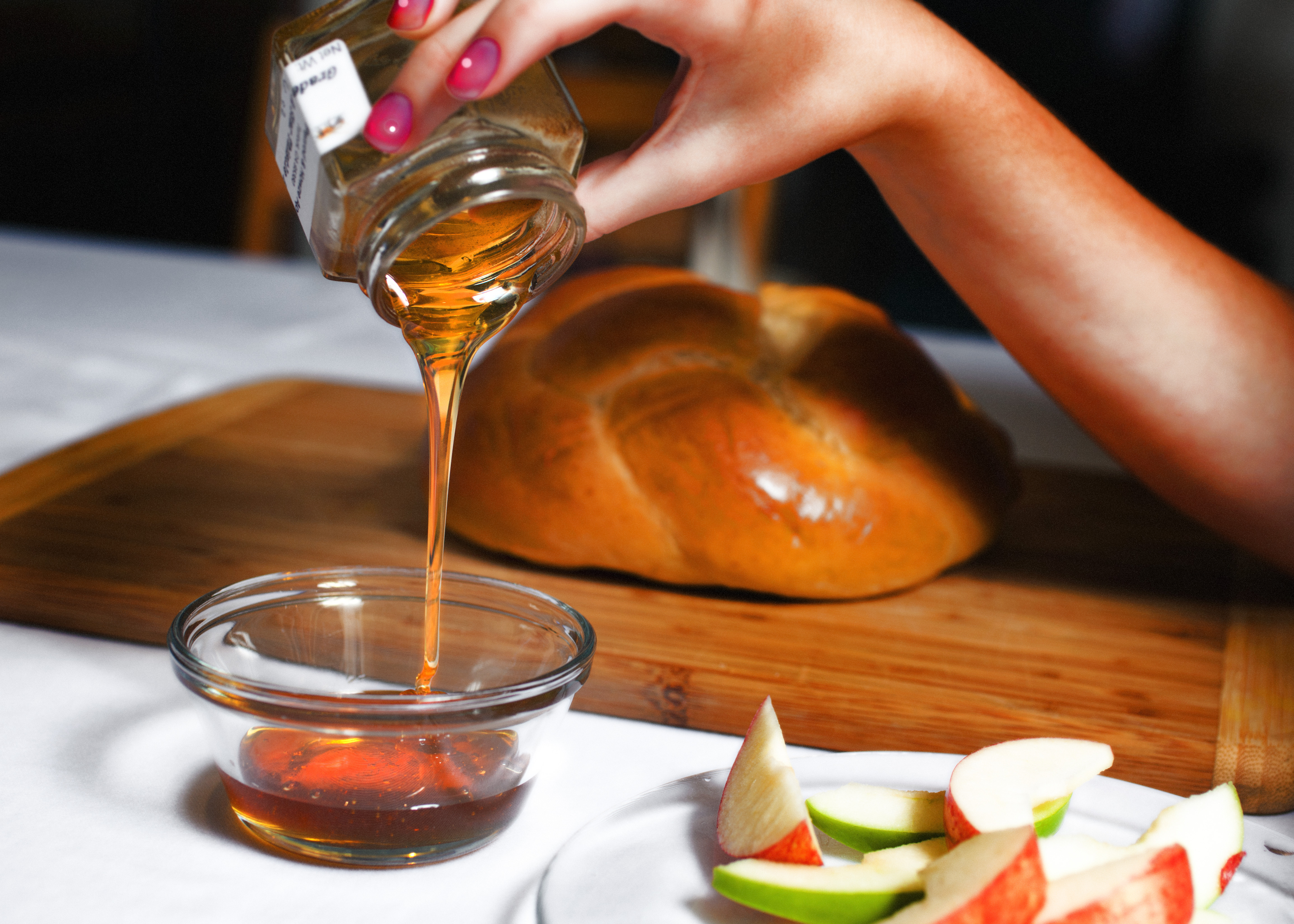
Le miel et les pommes, et en particulier les pommes trempées dans du miel, sont l'un des symboles de Rosh HaShana - la fête du Nouvel An juif

La signification et les ordonnances de la fête du 1er tishri se développent autour de la sonnerie du chofar et des sens qui s'attachent à cette pratique dans la Bible et la tradition orale. Elles sont principalement discutées dans le traité Roch Hachana, huitième de l'ordre Moëd, dont la Mishna et les élaborations talmudiques constituent la première source écrite faisant du 1er tishri le premier jour de la nouvelle année.

#### Le jour de l'an
La tradition rabbinique compte quatre rachei hachana (« jours capitaux de l'année ») : le 1er nissan, le 1er eloul, le 1er tishri et le 1er ou le 15 shevat.
Tous ne revêtent pas la même importance : le 1er eloul et le 1er ou le 15 shevat sont essentiellement des dates comptables pour la dîme sur le bétail et les années de plantation des arbres fruitiers alors que les 1er nissan et tishri fixent les calendriers « religieux » et « civil » et sont en outre des jours de jugement sur la récolte et les actes de l'humanité, respectivement.
Le 1er nissan détermine les années de règne des rois israélites et le cycle des fêtes ; c'est à partir de lui que la Bible décompte les mois, en ce mois que l'année doit avoir été déclarée embolismique s'il y a lieu et que les shekalim doivent avoir été offerts.
Le 1er tishri est quant à lui appelé « jour du nouvel an » pour les années. Il détermine les années de règne des rois non israélites (le Talmud se fonde sur le récit attribué à Néhémie, échanson du souverain perse), les années sabbatiques et jubilaires ( יוֹבֵל yôvēl) ainsi que les années de semis et les années de croissance des légumes.
De ces quatre jours, seul le 1er tishri fait, à l'époque de la Mishna, l'objet d'une observance particulière et bien que la Mishna donne formellement la préséance à nissan dans son énumération des nouveaux ans et des jours de jugement, il est établi depuis le siècle précédant sa rédaction que la priorité est en réalité donnée au 1er tishri, conformément à l'opinion de Rabbi Eliezer et au détriment de celle de Rabbi Yehoshoua.
Tous deux s'accordent sur le fait que Dieu s'est souvenu de Sarah, Rachel et Hanna lors du mois de tishri (car le 1er tishri est dénommé dans la Bible « jour du souvenir [de la sonnerie] »). Ils ont la même lecture du Psaume 81, l'associant au mois de tishri sur la base de Psaumes 81:4 (« sonnez le chofar à la nouvelle lune, au jour fixé [bakèssè] pour notre fête » — compris dans son sens simple, ce verset se rapporte à la coutume de faire résonner le chofar lors des néoménies, mais selon une exégèse moins littérale, il désigne plus spécifiquement la seule fête pendant laquelle « la lune se cache » — hag shèha'hodesh mitkhassè bo —, à savoir le Jour de la Sonnerie), et en déduisent, d'après Psaumes 81:6, que c'est en tishri que Joseph a été libéré de sa prison. Cependant, le premier situe la naissance et la mort des patriarches ainsi que la création du monde en tishri tandis que le second place ces évènements en nissan. C'est en nissan qu'aura lieu selon lui la rédemption future, à l'image de celle qui eut lieu lors de la sortie d'Égypte, tandis que selon Rabbi Eliezer, elle se produira en tishri.
Dans les faits, la Mishna ne désigne plus par la suite comme roch hachana que le 1er tishri et lui seul fait l'objet d'une observance élaborée tandis que les trois autres jours ne sont plus rappelés que par des lectures de la Torah particulières lors du cycle triennal ; ces lectures tombent elles aussi en désuétude après l'adoption du cycle de lecture annuel, de sorte que ces jours ne sont plus observés aujourd'hui, à l'exception du 15 shevat, qui a acquis une nouvelle importance au cours des siècles précédents.

#### Le jour du jugement
Appelé Jour de la Sonnerie ou Jour Mémorial, le 1er tishri n'est pas explicitement désigné comme un Jour du Jugement dans la Bible. Cette tradition prend sa source dans Psaumes 81:5 (« [sonnez le chofar à la nouvelle lune, au jour fixé pour notre fête] car c’est un statut pour Israël, un décret [mishpat] du Dieu de Jacob ») où le terme mishpat est interprété dans son sens plus courant de « jugement » ; la juxtaposition de ce mot à « Dieu de Jacob » en souligne, selon l'exégèse rabbinique, le caractère universel et, alors que la prescription de la sonnerie n'incombe qu'à Israël, le jugement concerne l'humanité dans son ensemble.

Parmi les midrashim élaborant sur cette tradition, certains visent à en souligner le bien-fondé en notant que le mois de tishri se trouve sous le signe zodiacal de la Balance, elle aussi associée au jugement. D'autres veulent en élargir le sens, rapportant le terme bakèssè de Psaumes 81:4 aux fautes que Dieu promet de « cacher » si les enfants d'Israël se repentent ou au trône (bakissè) sur lequel Il siège lors du jugement. Il est en effet rapporté au nom de Rabbi Yohanan qu'à Roch Hachana, 

« trois livres sont ouverts (cf. Daniel 7:9-22)… Un pour les justes accomplis, un pour les méchants irrécupérables et un pour les moyens. Les justes sont aussitôt inscrits et consignés pour la vie (cf. Psaumes 59:28), les méchants irrécupérables pour la mort et les moyens sont en suspens de Roch Hachana au Yom HaKippourim. S'ils ont mérité, ils sont inscrits et consignés pour la vie, s'ils n'ont pas mérité, ils sont inscrits et consignés pour la mort. »

— T.B. Roch Hachana 16a & b ; voir aussi T.J. Roch Hachana 1:3 (57a).
La portée et la nature de ce jugement varient selon les opinions : pour les uns, il se fait au cas par cas, déterminant les pertes et bénéfices pour l'année à venir (à l'exception des dépenses pour le chabbat et les fêtes qui dépendent de l'investissement qu'on y apporte), mais pour les autres, il affecte le monde dans son ensemble, déterminant notamment le climat pour l'année entière.

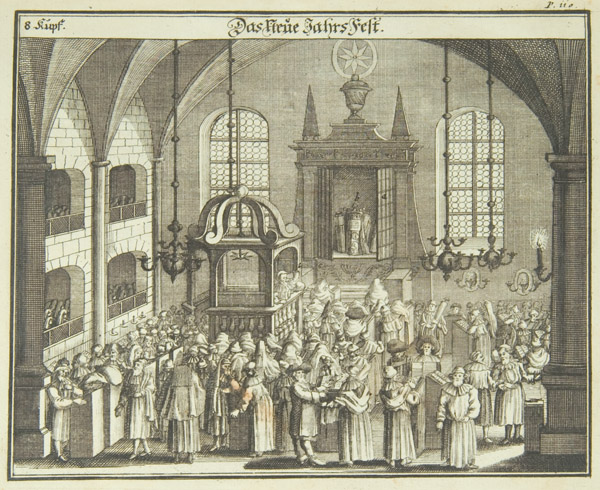
Roch Hachana en Allemagne, Jüdisches Ceremoniel, 1724.

Le jour de Roch Hachana marque le début d'une période de pénitence s'achevant à Yom Kippour, au cours de laquelle Dieu se laisse plus facilement trouver (au Moyen Âge, certains font commencer cette période le premier jour du mois d'eloul car c'est à cette date que Moïse serait remonté sur le mont Sinaï pour écrire les secondes tables de la Loi). Son caractère solennel exclut qu'on puisse lire le Hallel en ce jour, bien qu'il s'agisse d'une néoménie. Cependant, il est recommandé de ne pas s'affliger et de faire bonne chère dans de beaux habits afin de marquer sa confiance dans la miséricorde du Juge. Lors des repas de fête, Abaye prescrit de manger (ou regarder) des plats et mets jugés propices ou propitiatoires ; cette recommandation donnera lieu à l'un des aspects les plus typiques de la fête, à savoir la consommation de grenades, épinards, pommes trempées dans le miel, têtes de mouton ou de poisson et autres nourritures variant selon les communautés.
Lors du second jour de la fête, un usage se développe dans les communautés rhénanes d'aller « jeter » ses fautes dans un point d'eau en récitant le passage Michée 7:18-20, sur lequel la coutume est fondée,. En outre, on célèbre lors du 1er tishri l'intronisation de Dieu, le jugement de l'humanité (ou du monde) et la ligature d'Isaac.
Plusieurs auteurs modernes voient une série d'innovations menées sous l'influence de divers festivals sémites,,, qui ont, selon les rabbins, leurs sources dans la Bible : tishri aurait marqué la nouvelle année agricole dès le Pentateuque (cf. Exode 23:16 et 34:22) et les différents caractères de la fête seraient déductibles des différents passages se rapportant à la « sonnerie » et au chofar (Lévitique 23:24, Psaumes 69:28, etc.),,.
L'époque à laquelle le mois de tishri est entré en compétition avec celui de nissan est difficile à déterminer avec précision. Seule l'utilisation du mois de nissan pour dater les années de règne apparaît explicitement dans les Livres prophétiques tandis que celle du mois de tishri ne peut qu'être supposée sur la base de déductions textuelles. D'aucuns veulent en conclure que la Bible ne connaît qu'un nouvel an et que l'introduction de tishri serait le fait de rabbins influencés par l'Akitou, nouvel an babylonien célébré à tasritu et nissanu. Cependant, l'idée de plusieurs dates de nouvel an se retrouve dans des écrits juifs non rabbiniques (dans la version grecque d'Ézéchiel 45:20 et dans les œuvres de Flavius Josèphe), et le calendrier de Gezer, daté du Xe siècle avant l'ère commune, fait commencer l'année par les « mois de la récolte », qui équivalent vraisemblablement à tishri et heshvan.
Il a été avancé que les habitants du royaume de Judée auraient décompté les années à partir de tishri tandis que ceux du royaume d'Israël l'auraient fait à partir de nissan ou encore que le choix du mois de tishri comme début de l'an aurait répondu à un souci d'universalisme. Moïse Nahmanide, un commentateur traditionnel, suggère quant à lui que la relation entre tishri et nissan serait du même ordre que celle entre le chabbat, septième jour de la semaine, et le premier jour de celle-ci.
Quoi qu'il en soit, le moment auquel tishri prend le pas sur nissan est connu : environ un siècle avant la compilation de la Mishna, Rabbi Eliezer et Rabbi Yehoshoua, principales autorités spirituelles de leur temps, débattent pour savoir lequel du 1er tishri ou du 1er nissan marque l'anniversaire de la création de l'homme ; l'opinion de Rabbi Eliezer acquiert force de loi à la génération suivante.

#### Le jour de la sonnerie

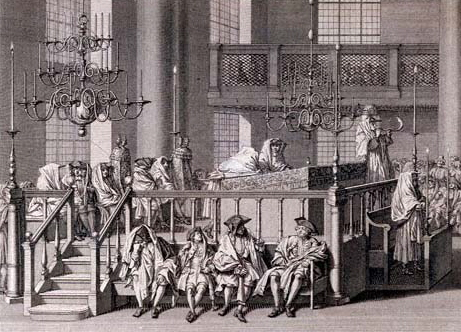
« La sonnerie du Shofar à Roch Hachana » (Picart, v. 1733).

Des versets du Lévitique, les rabbins ont déduit que la sonnerie du chofar, une sorte de clairon traditionnellement fabriqué dans la corne d'un bélier, doit être le rite principal de la fête et il en est ainsi à l'époque du second Temple.
Aucune raison n'a été explicitement fournie pour ce commandement mais Rabbi Yehoshoua et Rabbi Eliezer tirent tous deux de Psaumes 81:4-6 qu'en ce jour, Dieu s'est souvenu de Joseph dans sa geôle. D'autres s'appuient sur les mêmes versets pour faire valoir que ce jour est un jour de jugement. Rabbi Abbahu (en) le rattache quant à lui à la ligature d'Isaac car au terme de cet épisode, Abraham immole un bélier dont les cornes se sont prises dans un buisson. Rabbah (en) enseigne quant à lui que la sonnerie du chofar sert à proclamer la royauté divine par les hommes tandis qu'ils se rappellent au bon souvenir de Dieu.
On s'appuie généralement sur les explications avancées au Moyen Âge par Saadia Gaon et Moïse Maïmonide, selon lesquels la sonnerie du chofar secoue le fidèle de sa torpeur spirituelle et l'invite au repentir.
La qualité de la sonnerie fait progressivement débat chez les rabbins après la destruction du Temple car les souvenirs s'estompent : tous s'accordent sur le caractère de la teki'a, une longue sonnerie s'achevant abruptement, mais la terouʿa doit selon certains évoquer une exclamation et consister en trois sonneries brèves (shevarim) tandis qu'elle imite, selon d'autres, un gémissement avec une série de neuf sons saccadés. Afin de donner lieu à toutes les interprétations, les trois sonneries initiales deviennent cent, permettant ainsi diverses combinaisons des trois rythmes.
Chaque série de sonneries est encadrée par trois séries de versets bibliques, les malkhouyot, zikhronot et chofrot, connues collectivement sous le nom de Teqiata. Elles sont respectivement centrées sur la royauté divine, la remémoration de l'alliance et les sonneries du chofar de la Rédemption.
Ces trois thèmes, en particulier celui de la royauté, se retrouvent dans les prières du jour, plus suppliantes qu'à l'ordinaire car les deux jours de Roch Hachana font partie des « dix jours où Dieu se laisse plus facilement trouver ».
La Teqiata est enrichie au cours du temps, notamment par l'école d'Abba Arika, puis par des poètes médiévaux. L'Ounetanè Toqef attribué à Amnon de Mayence devient particulièrement populaire parmi les Juifs de France du Nord et d'Allemagne tandis que les communautés séfarades adoptent l'Ahot ketana d'Abraham Hazzan Gerondi, le 'Et sha'arei ratzon lehipatèa'h de Juda ben Samuel ibn Abbas et d'autres poèmes.

#### Deux jours de fête

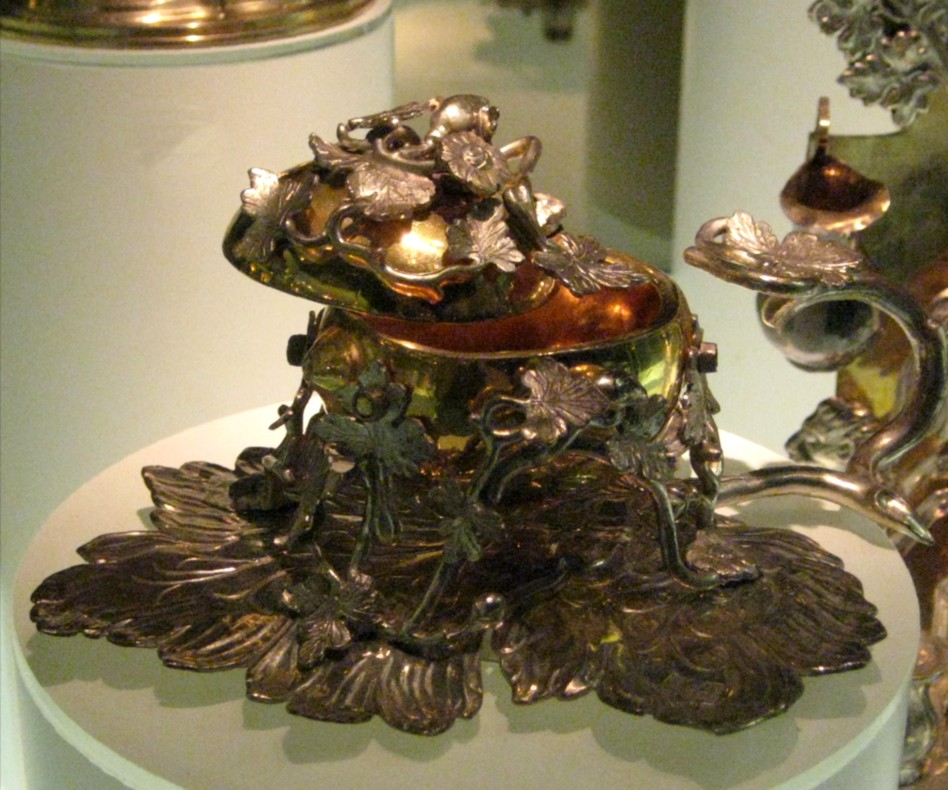
Pot de miel en forme de pomme, symboles du repas de fête.

Il est de coutume, à l'époque de la rédaction de la Mishna, d'observer Roch Hachana pendant deux jours.
Selon le Talmud de Babylone, Yohanan ben Zakkaï aurait promulgué cet usage environ un siècle plus tôt, après que les Lévites se furent trompés dans leur chant du jour et non en raison du doute sur la date qui avait justifié l'instauration du second jour de fête des exilés. Par conséquent, le second jour de Roch Hachana concerne tant les communautés de la terre d'Israël que celle de la diaspora. De plus, son statut est identique à celui du premier (exception faite des soins à pourvoir aux morts). Les rabbins insistent d'ailleurs, à plusieurs reprises, qu'il convient de considérer ces deux jours comme un seul yoma arikhta (« long jour »).
Il semble toutefois que cette opinion n'ait pas été acceptée par les habitants de la terre d'Israël et qu'ils n'observaient le second jour qu'en raison du doute sur la date, abandonnant la pratique vers le IVe siècle malgré les divers responsa émis à leur encontre par les gueonim babyloniens. La pratique ne serait devenue universelle qu'au XIIe siècle, après que des rabbins ayant quitté le Sud de la France s'installent en terre d'Israël et imposent leur pratique aux Juifs locaux.

#### Roch Hachana et la fixation du calendrier
L'adoption d'un calendrier fondé sur les calculs (et non plus les observations astronomiques) permet aux Sages babyloniens de développer un système permettant d'éviter les conflits entre Yom Kippour, Hoshanna Rabba et le chabbat.
Diverses difficultés entraînent l'établissement d'un système de décalage de Roch Hachana dans le calendrier, fondé sur quatre règles. Leur maintien est vital au bon fonctionnement des communautés juives et la tentative menée au Xe siècle par Aaron ben Meïr pour changer l'une d'elles entraîne une controverse acerbe entre lui-même et les centres académiques babyloniens. Elles ont depuis été dûment codifiées par Moïse Maïmonide, Jacob ben Asher et Joseph Caro.

## Observance de Roch Hachana dans le judaïsme rabbinique

### Préparatifs à la fête

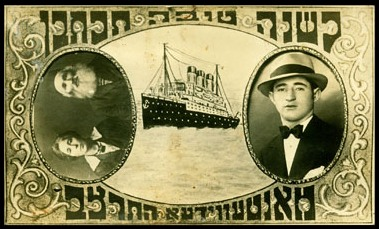
Carte de salutation pour Roch Hachana, Montevideo, 1932.

Roch Hachana est précédée par une période pénitentielle initiée dès le mois d'eloul. Les séfarades y lisent des selihot, poèmes implorant le pardon divin (les ashkénazes ne le font que la semaine précédant Roch Hachana), tandis que les ashkénazes sonnent du chofar après l'office du matin et commencent la lecture du psaume 27 (qu'ils lisent jusqu'à Hochana Rabba, le dernier jour de Souccot).
Il est également de coutume de se rendre sur les sépultures des Justes et d'y prier Dieu de prendre en compte le mérite de ces morts lors du jugement des vivants.

### Veille de la fête
La journée précédant Roch Hachana est tout entière consacrée à l'étude de la Torah et au repentir, en particulier pour les fautes commises envers autrui. La coutume est de jeûner tout ou partie de la journée (le Rem"a, décisionnaire ashkénaze, estime qu'il ne faut pas compléter le jeûne tandis que le Pri Hadash, commentateur séfarade, prescrit d'attendre jusqu'à la sortie des étoiles). Il est également coutume de tenir une cérémonie de hatarat nedarim, les séfarades le font aussi la veille de Yom Kippour.

### Rite et liturgie

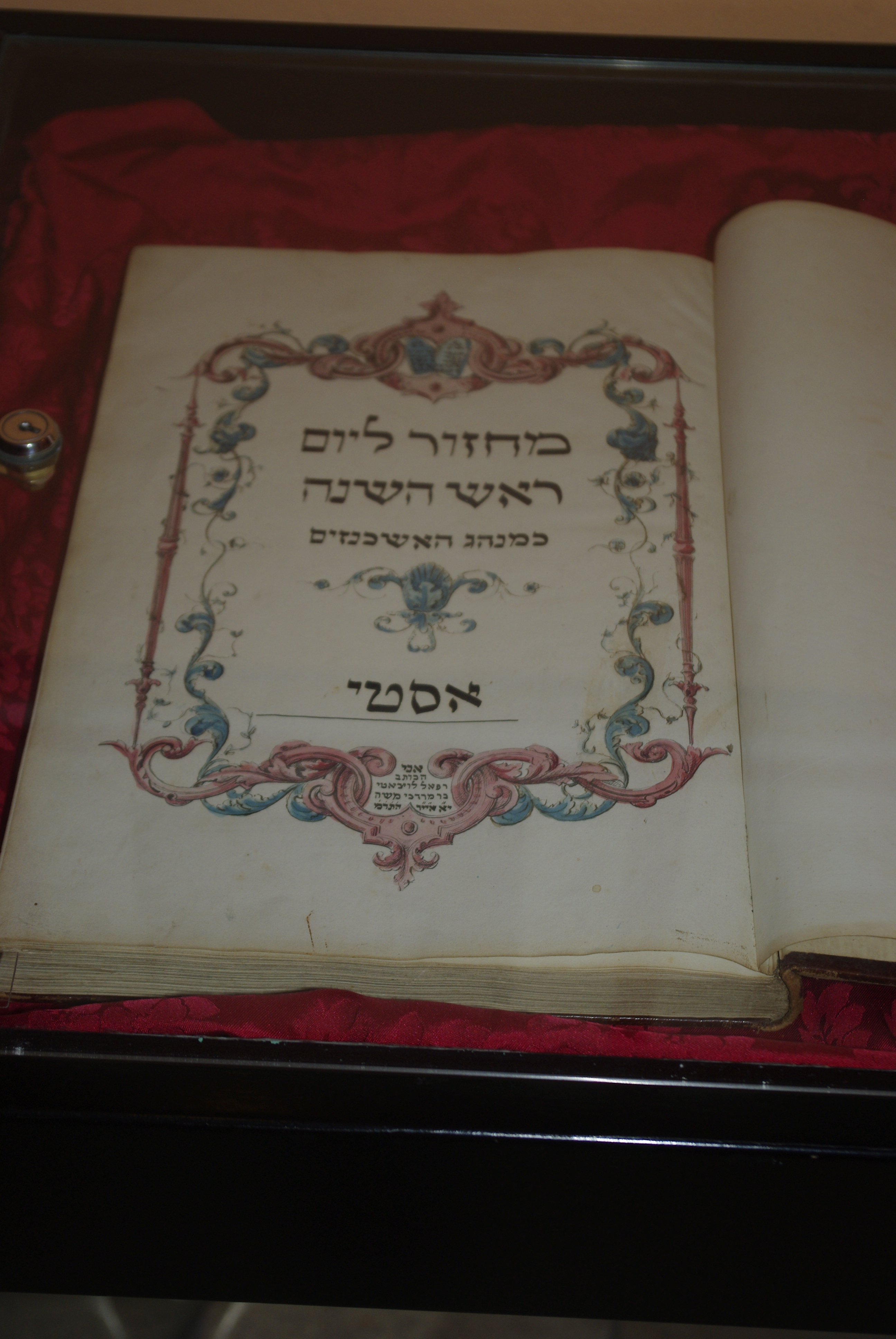
Mahzor manuscrit de Roch Hachana de rite ashkénaze (Apam) de la synagogue d'Asti.

Les deux jours de Roch Hachana sont considérés par la tradition rabbinique comme un long jour. Le premier jour de Roch Hachana ne peut tomber un dimanche, un mercredi ou un vendredi ; il a lieu entre le 5 septembre (le 6 septembre après l'an 2089 du calendrier grégorien, du fait des différences entre celui-ci et le calendrier hébraïque) et le 5 octobre.
La liturgie de Roch Hachana est marquée par de nombreuses particularités et modifie également l'ordonnancement des psaumes lorsque la fête a lieu à chabbat (diverses coutumes existent à ce sujet). En outre, bien qu'elle célèbre une néoménie, on n'y lit pas le Hallel, eu égard à la solennité de la fête.

#### Les prières de Roch Hachana
Les ashkénazes ont pour habitude, afin d'exprimer au mieux de leurs moyens la majesté divine, de changer la phrase lèèla min kol birkhata … (« au-delà de toute bénédiction, etc. ») en lèèla lèèla mikol birkhata … (« au-delà, au-delà de toute bénédiction, etc. ») dans l'ensemble des Kaddishim. En signe d'humilité, beaucoup récitent la ’amida courbés ou en pleurant, la voix éteinte. Cependant, on ne se bat pas la coulpe, comme c'est le cas les jours suivants et à Yom Kippour, même lors de l'Avinou Malkenou où l'on reconnaît ses péchés.
C'est également dans le but de mettre en exergue la majesté divine que divers passages de la ’amida sont remplacés de Roch Hachana à Yom Kippour. Quiconque, y compris l'officiant, dirait, en concluant la troisième bénédiction, HaÈl hakadosh (« le Dieu saint ») au lieu de Hamelekh hakadosh (« le Roi saint ») doit reprendre la ’amida depuis le début (chez les séfarades, l'officiant ne reprend que la troisième bénédiction). La ’amida comprend par ailleurs de nombreux ajouts implorant Dieu de « nous inscrire dans le livre de vie » ; ces passages ne sont pas critiques et on ne se reprend pas en cas d'oubli ou d'erreur.
C'est enfin pour cette raison que l'assemblée se prosterne totalement, lors de la répétition du moussaf lorsqu'on lit « et nous ne nous inclinons et prosternons que devant Dieu ».

#### Lecture de la Torah
Il est d'usage, avant de sortir les rouleaux de Torah de l'arche, de lire les treize attributs de Dieu ou d'autres versets et prières.
On lit lors du premier jour de Roch Hachana Genèse 21 (la naissance miraculeuse d'Isaac, fils d'une femme infertile ; Hagar et Ishmaël sauvés par l'ange de Dieu) dans la Torah et I Samuel 1:1–2:10 (la naissance miraculeuse de Samuel, fils d'une femme infertile) comme haftara. Le maftir (en) est lu dans Nombres 29:1-6 (ordonnance des offrandes particulières à Yom Terouʿa) lors des deux jours.
Les lectures du second jour sont Genèse 22 (Isaac sauvé par l'ange de Dieu) et Jérémie 31:2–20 (promesse divine de rédemption divine ; Rachel pleure ses enfants).

#### Sonnerie du chofar

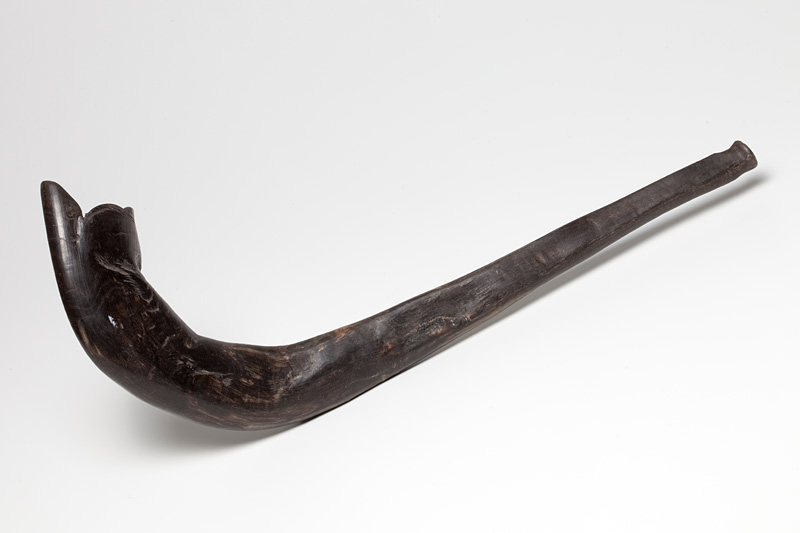
Chofar du 19e siècle, Musée juif de Suisse.

Une autre particularité liturgique de Roch Hachana est l'intercalation de sonneries du chofar, après la lecture de la Torah et lors de l'office de moussaf. Ces sonneries sont encadrées par la teqiata, également insérée dans la ’amida de l'office du matin.
L'ordre des sonneries établi par les rabbins est teki’a shevarim-terouʿa teki’a (3 fois) – teki’a shevarim teki’a (3 fois) – teki’a terouʿa teki’a (3 fois) suivi par une teki’a gdola.
La teki’a (hébreu תקיעה, « sonnerie ») est une sonnerie longue et ininterrompue, les shevarim (hébreu שברים, « brisés ») sont une série de trois sons entrecoupés et la terouʿa (hébreu תרועה, « clameur ») une série de neuf sonneries courtes et rapides. Le silence doit régner dès que le sonneur récite les bénédictions précédant les sonneries, lors des premières sonneries, jusqu'à la fin de l'office de moussaf. Guidé par un dicteur (dans les communautés ashkénazes), il ne peut reprendre son souffle entre les sonneries[Lesquels ?].

### Tashlikh

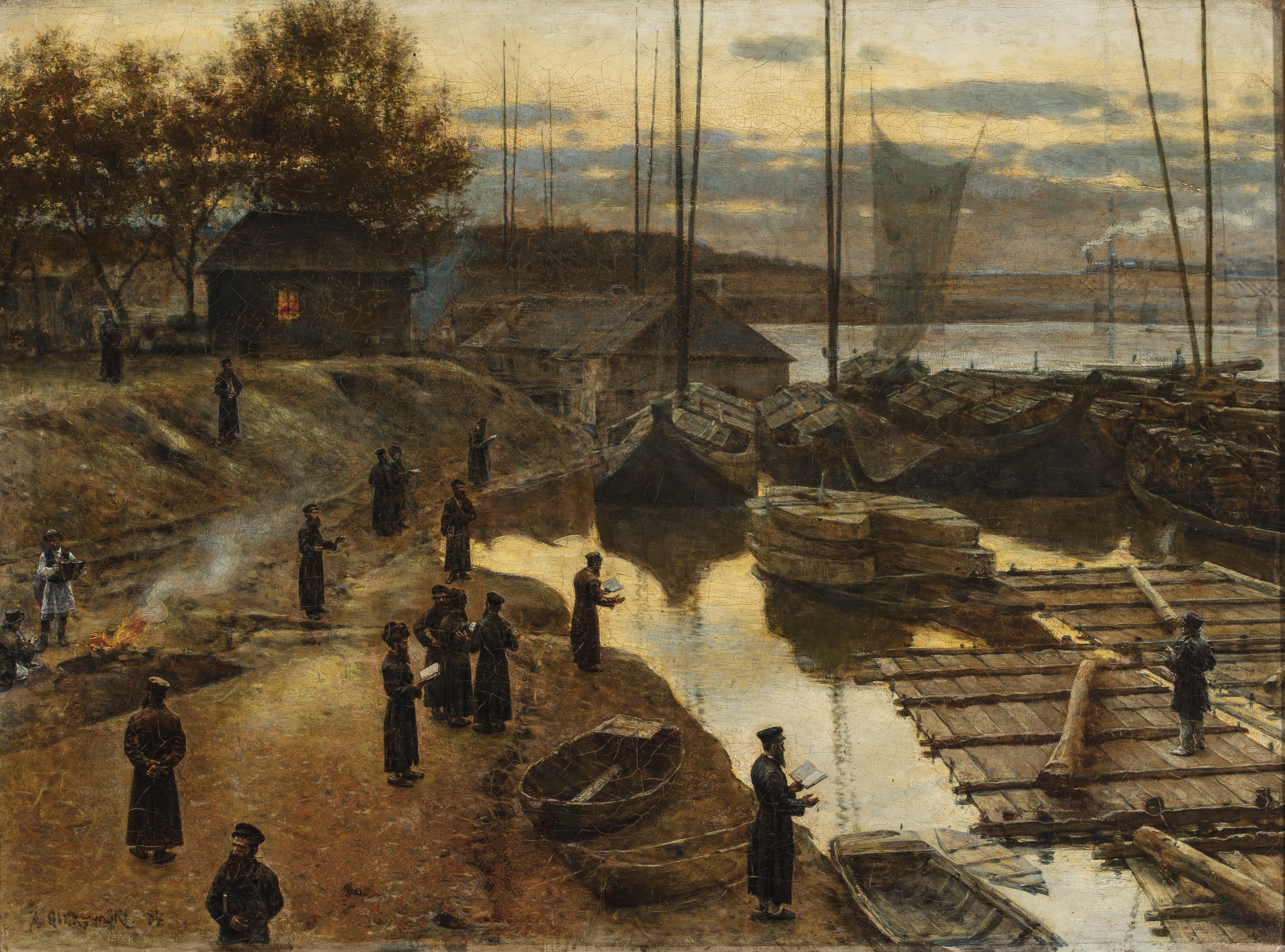
Les Juifs réalisant le tashlikh sur les bords de la Vistule.

Après l'office de l'après-midi, les Juifs se rendent lors du premier jour de Roch Hachana, sauf lorsque celui-ci a lieu le chabbat (les séfarades le font tout de même si le lieu est pourvu d'un erouv), vers un point d'eau courante idéalement hors de la ville et contenant des poissons. Ils y récitent divers versets (dont Michée 7:18-20), psaumes et prières avant de secouer les bords de leurs vêtements, préfigurant la remise en question de leurs actes qu'ils effectueront les jours suivants.

### Les soirées de Roch Hachana
Il est de coutume, depuis le Moyen Âge, d'inclure dans sa correspondance les vœux que le destinataire soit « inscrit et scellé pour une bonne année ». Ces souhaits sont réitérés en sortant des synagogues lors des deux soirs de la fête (on ne le fait pas en journée car le jugement est en cours).

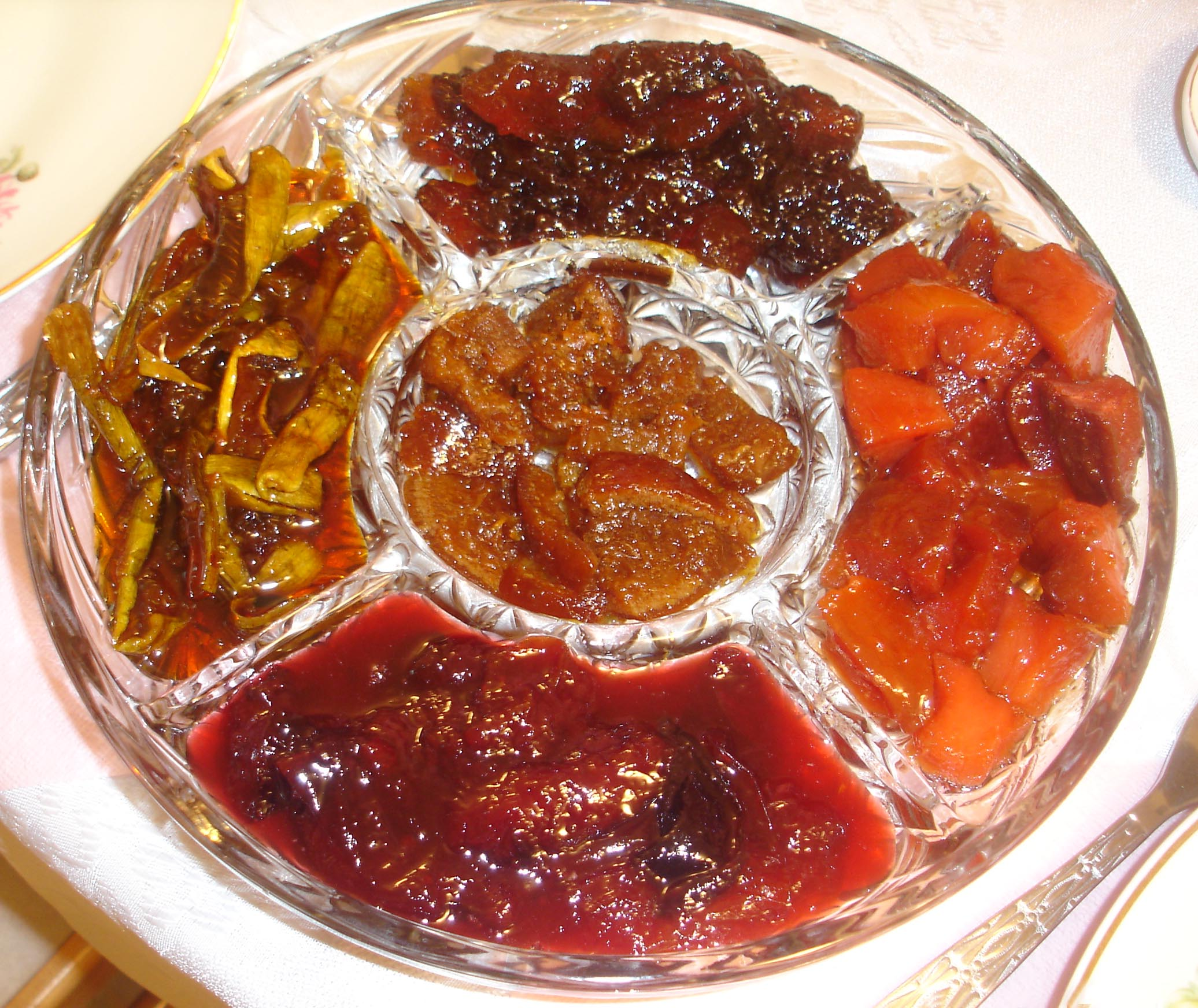
Nourriture de Roch Hachana.

Les Juifs devant manifester leur confiance en la mansuétude divine par la joie, les repas de fête sont dignes de l'occasion. La table comporte des aliments symbolisant, parfois par des jeux de mots, l'année que l'on espère heureuse et les aliments aigres ou âpres sont évités. Cette coutume, déjà mentionnée dans le Talmud, a connu diverses variantes et été fortement développée par les kabbalistes de Safed en un séder de Roch Hachana (en). Dans le monde anglophone contemporain, associer laitue, demi grain de raisin et céleri (Lettuce, half a raisin, celery ce qui peut se lire comme Let us have a raise in salary) exprime l'espérance d'une augmentation de salaire.
Cependant, afin de ne pas oublier la solennité de la fête, il est de coutume d'éviter les conversations frivoles lors de ces repas et de ne parler que de Torah ; certains étudient aussi les mishnayot du traité Roch Hachana. Les rapports conjugaux sont interdits. Certains ont également coutume de ne pas dormir ou au moins de se réveiller avant l'aube.

## Observance de Roch Hachana dans les traditions non rabbiniques

### Dans le karaïsme
Pour les adeptes du karaïsme, un courant du judaïsme qui ne suit que la Bible hébraïque et en rejette l'interprétation rabbinique, la fête du premier jour du septième mois n'a d'autre nom que Yom Terouʿa, il n'est de nouvel an que le premier jour du mois de l'aviv et d'observance pour Yom Terouʿa que la terouʿa, interprétée non comme la sonnerie du chofar mais comme une clameur humaine. Yom Terouʿa serait donc uniquement un jour de prière publique, où l'assemblée aurait clamé à l'unisson le nom de Dieu.
Par ailleurs, certains Karaïtes déterminant la lunaison par observation directe de la conjonction lunaire et non par calcul, ils célèbrent Yom Terouʿa à une autre date que Roch Hachana,.

### Dans le samaritanisme
Les Samaritains, adeptes d'un mosaïsme non-juif qui ne reconnaît que les six premiers Livres de la Bible comme canoniques, partagent avec les Karaïtes le rejet des ordonnances rabbiniques mais leurs pratiques présentent certaines ressemblances avec le judaïsme traditionnel.
Le premier jour du septième mois est célébré par un jour de prières et de repas festifs. Bien que les versets commandent de faire sonner du chofar, les Samaritains ne peuvent réaliser cette prescription en l'absence de Tabernacle.
Ce jour n'est pas considéré comme le début de la nouvelle année mais il marque l'entrée des Israélites dans le pays de Canaan.
À l'instar des Juifs, les Samaritains considèrent ce jour, appelé sabbat assarat youmi asseliyyot (hébreu samaritain : « jour chômé des dix jours de pardon »), comme le premier de dix jours de prières et d'introspection avant Yom Kippour.

### Dans la tradition des Beta Israël
Les Beta Israël d'Éthiopie sont les dépositaires d'un judaïsme pré-rabbinique principalement fondé sur la Bible, en voie de disparition depuis leur émigration massive en Israël et leur adoption du judaïsme orthodoxe.
Le premier jour du septième mois était traditionnellement appelé berhan saraqa (ge'ez : « la lumière montante ») ou tazkara Abraham (« la commémoration d'Abraham »), puis, sous l'influence de Joseph Halévy et d'autres visiteurs juifs, re'essa awda amat (équivalent ge'ez de Roch Hachana). Leur liturgie du jour est chantée par des kessim qui se divisent en deux chœurs. Bien que leur tradition commande de sonner du chofar, les Beta Israël disent avoir oublié comment produire le son et fabriquer le chofar, de sorte que la coutume n'est pas observée.

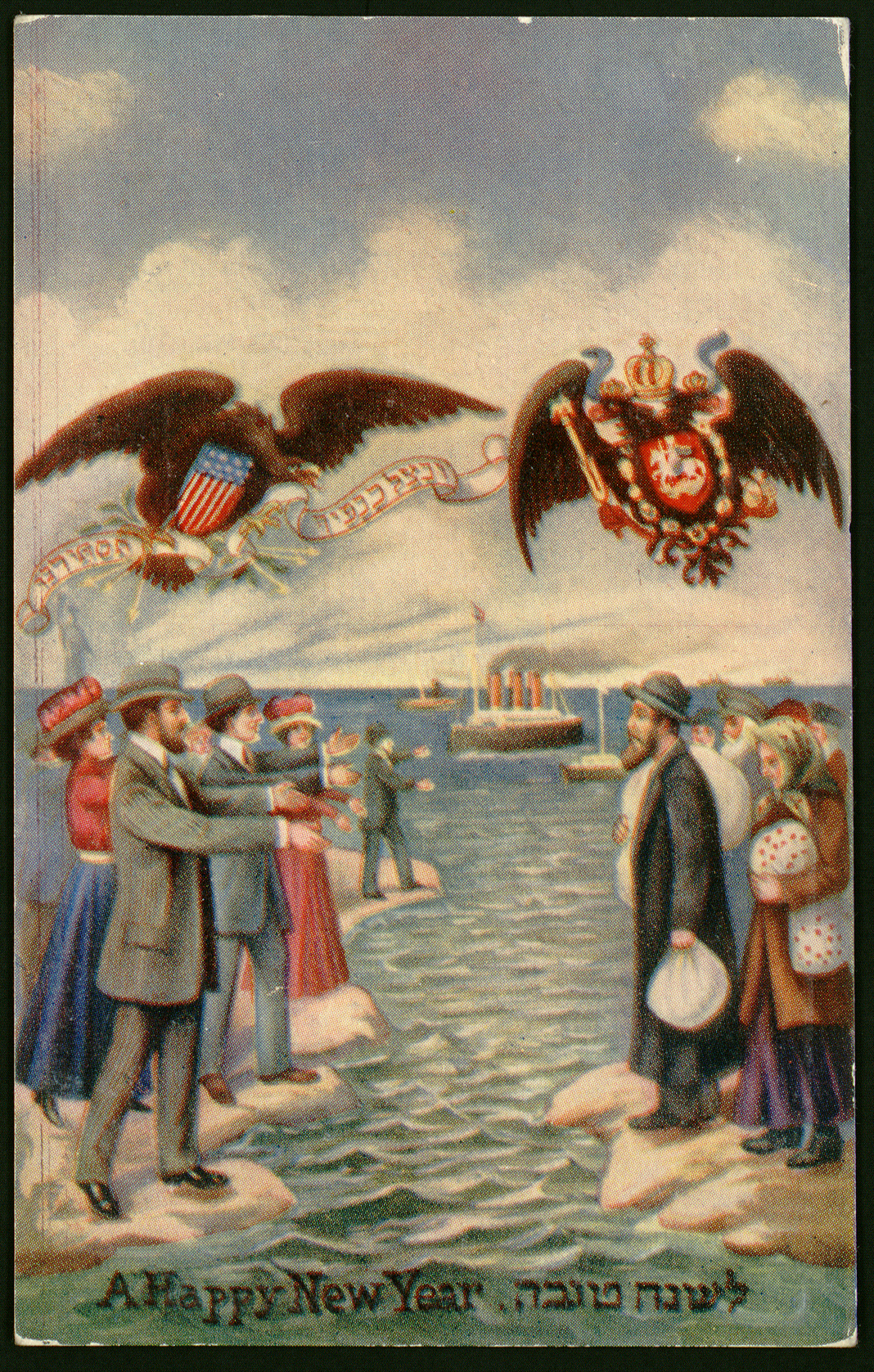
Carte de vœux - les Juifs américains accueillent les émigrants de l'Empire russe.

## Du kibboutz de Roch Hachana à Roch Hachana au kibboutz
Roch Hachana acquiert une importance supplémentaire dans le mouvement hassidique de Bratslav car Rabbi Nahman, son dirigeant spirituel, l'institue comme réunion pour l'ensemble du mouvement. Cette réunion (kibboutz) de Roch Hachana se transforme, après la mort du rebbe en véritable pèlerinage sur son lieu de sépulture à Ouman qui s'étend progressivement à d'autres publics et réunit de nos jours près de 20 000 pèlerins.
C'est à la même époque que la coutume déjà ancienne des bons vœux de Roch Hachana se développe sous l'impulsion de la carte postale, inventée à Vienne en 1869. Les cartes de vœux de Roch Hachana se développent sur tous les thèmes : certaines montrent des scènes de la vie traditionnelle juive, d'autres font l'apologie de l'Amérique, où la fête est l'occasion d'une forte période d'affluence dans les synagogues jusqu'à nos jours,, d'autres encore celle du kibboutz.
Dans ce dernier mouvement, idéologiquement orienté à gauche, le nouvel an juif est inclus sur le tard dans le calendrier des fêtes. Il est célébré sur le modèle de Pessa'h, avec un repas de fête collectif copieux, des chants, des textes, etc. où seuls la pomme et le miel rappellent quelque peu la tradition ; l'aspect solennel de la fête est fortement atténué au profit de son côté joyeux.
Cet esprit caractérise les célébrations qui se tiennent jusqu'à ce jour en Israël aux côtés des cérémonies plus traditionnelles.
Quant aux cartes de vœux, elles ont connu un déclin prononcé avec le développement de l'informatique et des communications mais la tradition se perpétue avec les cartes virtuelles.

## Échos de Roch Hachana dans l'islam
Le mois de Mouharram semble avoir été considéré par Mahomet comme l'équivalent de tishri, l'Achoura étant originellement celui de Yom Kippour. Certains musulmans fêtent le premier jour de Mouharram à titre de Ras as-Sana, premier jour de l'année islamique, bien que d'autres considèrent cela comme une bid`ah.